# Danza contemporanea
La danza contemporanea nasce in Europa e negli Stati Uniti dopo la Seconda guerra mondiale. Prosegue la rivoluzione attuata dalla danza moderna a favore di nuove espressioni corporee, che talvolta comprendono anche la recitazione.

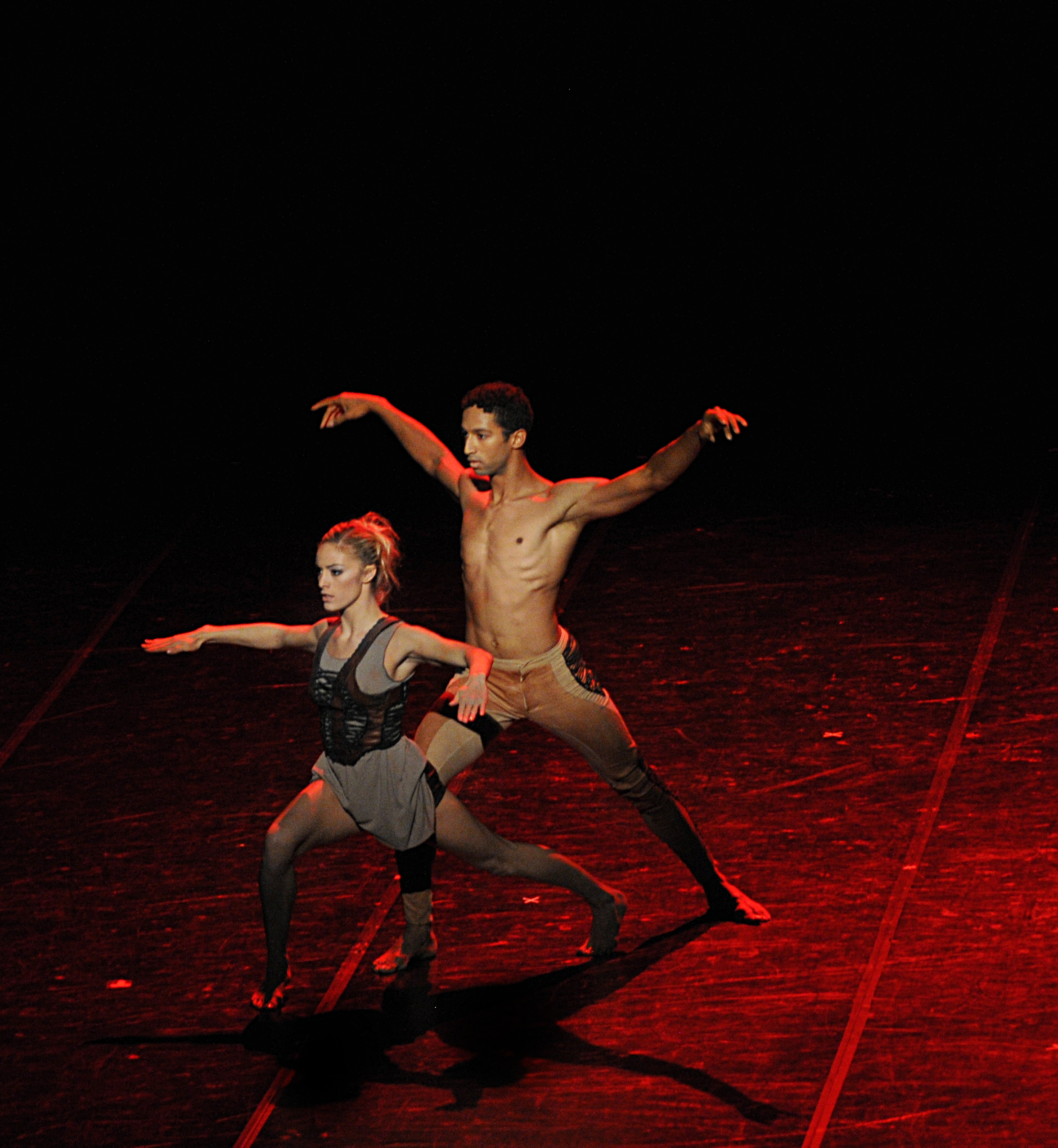
Le Sacre, Aterballetto (2012)

## Storia
Il libro The art of making dances di Doris Humphrey (pubblicato postumo nel 1958), contiene i primi elementi costitutivi delle composizioni di danza moderna, mettendo in luce le motivazioni dalle quali il movimento possa nascere oltre all'utilizzo dello spazio scenico e del corpo.
Dagli anni Sessanta le collaborazioni e fusioni tra varie forme artistiche danno vita alle prime performance di danza contemporanea. Tra gli esponenti, Merce Cunningham e il musicista John Cage, Alwin Nikolais, autore anche di  musica elettronica al sintetizzatore, e in seguito Yvonne Rainer, Trisha Brown, Lucinda Childs, Steve Paxton e molti altri.
L'introduzione della tecnologia all'interno della creazione coreografica, ha aperto nuove possibilità: in molte creazioni contemporanee vi è infatti interazione con video, software, musica elettronica.
A seconda della storia del territorio in cui la danza contemporanea si sviluppa, la ricerca si concentra su aspetti diversi. Negli Stati Uniti, per esempio, la ricerca si concentra prevalentemente sul corpo, anche per mezzo dello studio dell'effetto dei processi mentali sul movimento. La compagnia di Merce Cunningham è tra le maggiori iniziatrici della danza contemporanea statunitense. Trisha Brown getta invece le basi per quella che di lì a breve sarebbe stata chiamata release technique. Negli anni 1970, Steve Paxton concepisce invece la contact improvisation. Fin dagli anni Cinquanta hanno avuto luogo i primi ”happening” , eventi nei quali musicisti, pittori, danzatori si riuniscono in uno spazio per improvvisare insieme.
In Europa, invece, si sviluppa una ricerca che nutre un'attenzione maggiore alla drammatizzazione. Questa attenzione ha dato vita per esempio al Tanztheater della coreografa tedesca Pina Bausch.
In Italia la danza contemporanea si sviluppa principalmente tra la fine degli anni 1970 e la metà degli anni 1980, grazie a Anna Sagna che costituisce a Torino il Gruppo di Danza Contemporanea Bella Hutter (1970), e Elsa Piperno, che fonda con Joseph Fontano il Centro professionale di Danza Contemporanea a Roma (1972). Tra i contributi alla danza contemporanea italiana quello di Carolyn Carlson, che alla direzione del Teatro e Danza La Fenice tra il 1981 e il 1984, ha formato Michele Abbondanza - compagnia Abbondanza/Bertoni; Francesca Bertolli - free lance; Roberto Castello - compagnia Aldes; Roberto Cocconi - compagnia Arearea; Raffaella Giordano e Giorgio Rossi - Associazione Sosta Palmizi.

## Caratteristiche
Il ruolo del danzatore è cambiato nella danza contemporanea: un danzatore spesso autore di sé stesso, al quale il coreografo lascia più spazio creativo rispetto al passato. Il coreografo contemporaneo delega spesso al danzatore la creazione di frasi coreografiche, che poi assembla e inserisce in un contesto e in uno spazio. Per fare ciò, l'improvvisazione diventa uno strumento indispensabile per la creazione coreografica, una tecnica di ascolto del proprio corpo e dell'ambiente, una vera e propria espressione del movimento naturale.
Attraverso l'improvvisazione ogni danzatore può sondare le proprie qualità di movimento, e ricercare un proprio linguaggio. La possibilità del danzatore di diventare autore di sé stesso ha stimolato inoltre l'affermazione del 'solo', in cui il danzatore ha la possibilità di mettere in scena una creazione tutta sua. L'improvvisazione non è utilizzata solo a scopo compositivo.
Una forma moderna di evoluzione della danza contemporanea è la Contact Improvisation, una forma sempre più in evoluzione che implica l'uso totale del proprio corpo in relazione allo spazio, al tempo e all'energia sperimentata in relazione ad altri corpi.  È una pratica di danza nella quale i punti di contatto fisico, fra almeno due danzatori, diventano il punto di partenza di un'esplorazione fatta di movimenti improvvisati.